# ГЕС Ta'elefaga
ГЕС Ta'elefaga — гідроелектростанція на північному сході острова Уполу у тихоокеанській державі Самоа, розташована за 25 км на схід від її столиці Апіа. Станом на другу половину 2010-х найпотужніша ГЕС країни.
Забір ресурсу для роботи станції вирішили організувати із Афуліло, яка дренує болотяну місцевість на вершині вулканічного хребта, що тягнеться уздовж всього острова в широтному напрямку. Зазначена річка відноситься до сточища Мулівайфагатолоа, устя якої знаходиться на південному узбережжі біля селища Салані. Проте до самої Афуліло значно ближчим є північний берег, в бік якого хребет обривається уступом Фага-лоа (Fagaloa Divide). Як наслідок, вирішили організувати деривацію ресурсу в долину струмка, котрий впадає до затоки Фага-лоа-Бей на північному сході острова.
Долину Афуліло перекрили комбінованою гравітаційною греблею висотою 20 метрів та довжиною 82 метри. Вона складається з центральної бетонної секції, призначеної для перепуску надлишкової води, та бічних елементів, виконаних як кам'яно-накидна основа з верхніми бетонними парапетами. Утримуване греблею сховище має площу поверхні до 2,5 км2, об'єм у 10 млн м3 та припустиме коливання рівня у операційному режимі між позначками 310 та 317,5 метра НРМ.
Зі сховища на захід прямує низьконапірний водовід довжиною 2,5 км, який перетинає район болота Вайпу та виходить до уступу Фага-лоа. Звідси після запобіжного балансувального резервуару починається напірний водовід довжиною 1,4 км та діаметром 1,1 метра, котрий спускається по схилу до північного узбережжя. На завершальному етапі він розділяється на три труби діаметром по 0,4 метра.
Машинний зал Ta'elefaga, розташований за півкілометра від затоки Фага-лоа-Бей, у 1993 році ввели в експлуатацію з двома турбінами типу Пелтон потужністю по 2,06 МВт, які використовують напір у 299 метрів. Відпрацьована вода потрапляє до струмка, що впадає у названу затоку.
Через певний час зростання попиту на електроенергію змусило взятись за реалізацію проекту по встановленню третьої турбіни з такою ж потужністю, як і у попередніх, при цьому наявні споруди станції вже містять цілий ряд інфраструктурних елементів для ще одного агрегату (окрім зазначеного вище водоводу, це також майданчики під основне обладнання, розміщення додаткового трансформатору та інше). Як очікується, таке розширення дозволить збільшити річну виробітку на 3,5-4 млн кВт-год (наразі станція виробляє 22 млн кВт-год електроенергії на рік). Відповідний тендер оголосили у другій половині 2010-х років.
Можливо відзначити, що у 1980-х роках освоєння долини Афуліло розглядалось лише як перший етап проекту, котрий в подальшому повинен був залучити до використання ресурс болота Вайпу, яке дренується ще одним водотоком зі сточища Мулівайфагатолоа. Втім, проти цього виступають прихильники збереження природних боліт острова.
Видача продукції відбувається по ЛЕП, розрахованій на роботу під напругою 22 кВ.